# Miyahara Kazuya
Miyahara Kazuya (宮原和也 Miyahara Kazuya, sinh ngày 22 tháng 3 năm 1996 ở Hiroshima) là một cầu thủ bóng đá người Nhật Bản thi đấu cho Nagoya Grampus, cho mượn từ Sanfrecce Hiroshima.

## Sự nghiệp

### Câu lạc bộ
Ngày 26 tháng 12 năm 2016, Miyahara gia nhập Nagoya Grampus theo dạng cho mượn dài hạn deal, extended his mượn deal with Nagoya Grampus 30 tháng 12 năm 2017 for an additional year.

## Thống kê sự nghiệp

### Câu lạc bộ
Tính đến trận đấu diễn ra ngày 3 tháng 12 năm 2017
| Câu lạc bộ            | Mùa giải            | Giải vô địch        | Giải vô địch | Giải vô địch | Cúp Quốc gia | Cúp Quốc gia | Cúp Liên đoàn | Cúp Liên đoàn | Châu lục | Châu lục  | Khác    | Khác      | Tổng    | Tổng      |
| Câu lạc bộ            | Mùa giải            | Hạng đấu            | Số trận      | Bàn thắng    | Số trận      | Bàn thắng    | Số trận       | Bàn thắng     | Số trận  | Bàn thắng | Số trận | Bàn thắng | Số trận | Bàn thắng |
| --------------------- | ------------------- | ------------------- | ------------ | ------------ | ------------ | ------------ | ------------- | ------------- | -------- | --------- | ------- | --------- | ------- | --------- |
| Sanfrecce Hiroshima   | 2014                | J1 League           | 4            | 0            | 2            | 0            | 2             | 0             | 1        | 0         | -       | -         | 8       | 0         |
| Sanfrecce Hiroshima   | 2015                | J1 League           | 3            | 1            | 4            | 0            | 5             | 0             | -        | -         | -       | -         | 12      | 1         |
| Sanfrecce Hiroshima   | 2016                | J1 League           | 13           | 0            | 0            | 0            | 0             | 0             | 1        | 0         | -       | -         | 14      | 0         |
| Sanfrecce Hiroshima   | 2017                | J1 League           | 0            | 0            | 0            | 0            | 0             | 0             | -        | -         | -       | -         | 0       | 0         |
| Sanfrecce Hiroshima   | 2018                | J1 League           | 0            | 0            | 0            | 0            | 0             | 0             | -        | -         | -       | -         | 0       | 0         |
| Sanfrecce Hiroshima   | Tổng                | Tổng                | 20           | 1            | 6            | 0            | 7             | 0             | 2        | 0         | 0       | 0         | 34      | 1         |
| Nagoya Grampus (mượn) | 2017                | J2 League           | 41           | 0            | 2            | 0            | -             | -             | -        | -         | 2       | 0         | 45      | 0         |
| Nagoya Grampus (mượn) | 2018                | J1 League           | 0            | 0            | 0            | 0            | 0             | 0             | -        | -         | -       | -         | 0       | 0         |
| Nagoya Grampus (mượn) | Tổng                | Tổng                | 41           | 0            | 2            | 0            | 0             | 0             | -        | -         | 2       | 0         | 45      | 0         |
| Tổng cộng sự nghiệp   | Tổng cộng sự nghiệp | Tổng cộng sự nghiệp | 41           | 0            | 2            | 0            | 0             | 0             | -        | -         | 2       | 0         | 45      | 0         |

1Bao gồm Siêu cúp Nhật Bản và J. League Championship.